# Gustav Fehn

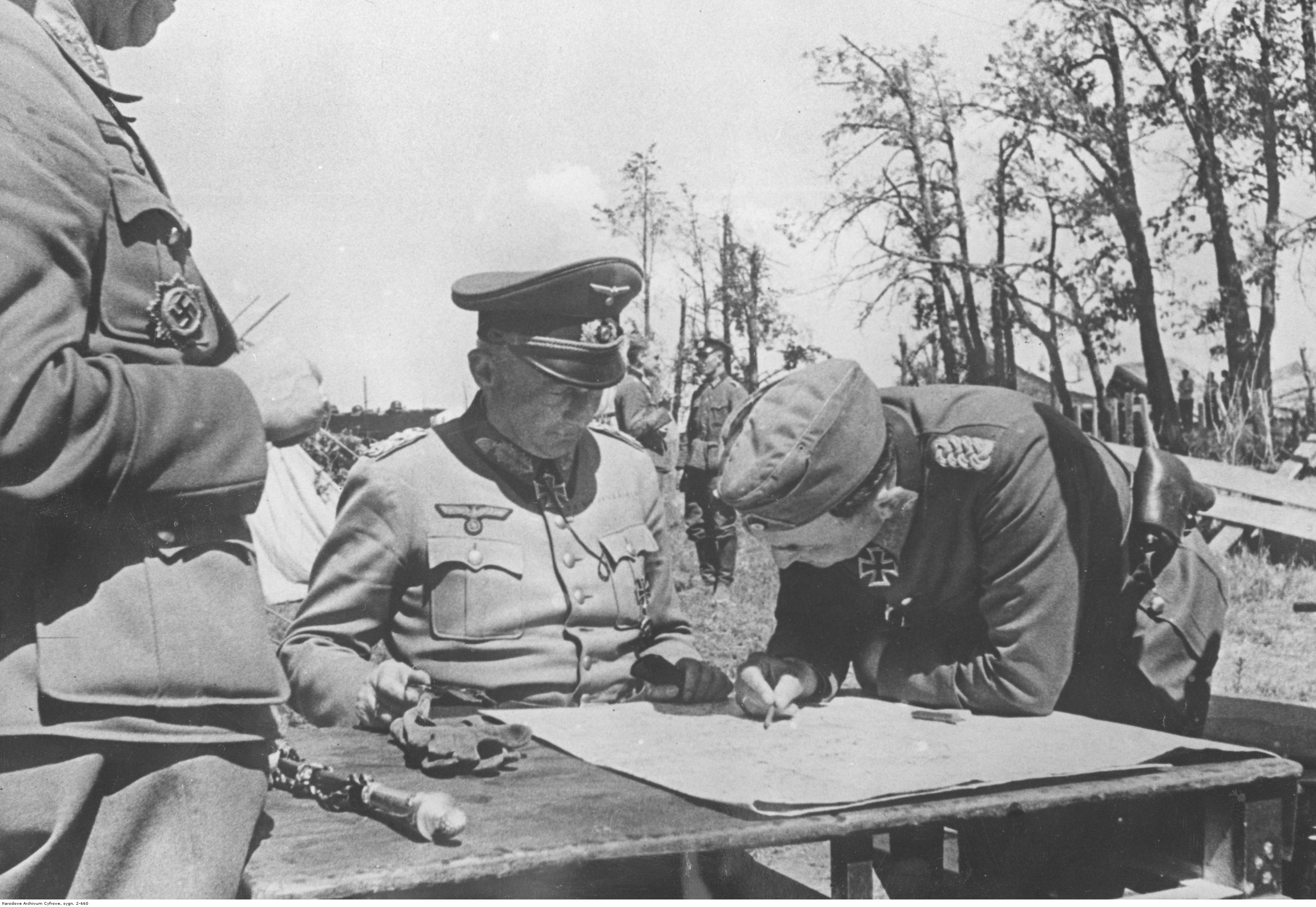
Generał Gustav Fehn (z prawej) i feldmarszałek Günther von Kluge omawiają sytuację na froncie wschodnim (1942)

Gustav Fehn (ur. 21 lutego 1892 w Norymberdze, zm. 5 czerwca 1945 w Lublanie) – niemiecki generał wojsk pancernych Wehrmachtu w czasie II wojny światowej.

## Życiorys
Gustav Fehn wstąpił do 4 Magdeburskiego Pułku Piechoty jako fahnenjunker 24 lipca 1911 roku i awansował na podporucznika 27 stycznia 1913 roku. Na początku I wojny światowej Fehn został przeniesiony do 67 Rezerwowego Pułku Piechoty jako dowódca plutonu. Później dołączył do 98 Pułku Piechoty w Metzu, gdzie 18 kwietnia 1916 roku awansował na porucznika. Służył jako dowódca kompanii, a w styczniu 1917 roku był również tymczasowym zastępcą dowódcy II i III batalionu. Na początku marca 1917 roku został adiutantem dowódcy pułku, a w grudniu 1917 roku krótko przebywał w sztabie 207 Dywizji Piechoty, po czym został przeniesiony do 98 Rezerwowego Pułku Piechoty, a następnie do sztabu 89 Rezerwowej Brygady Piechoty. 21 grudnia 1917 roku został mianowany adiutantem dowódcy tej brygady. Za służbę w czasie wojny został odznaczony Krzyżem Żelaznym obu klas, Czarną Odznaką za Rany, Krzyżem Hanzeatyckim Hamburga i Krzyżem Fryderyka Augusta I klasy.
Po wojnie, Fehn został przeniesiony z powrotem do 98 Pułku Piechoty w Metzu na początku stycznia 1919 roku. Po demobilizacji jednostki, w kwietniu 1919 roku dołączył do Freikorps Deutsche Schutzdivision. Po przeniesieniu do Reichswehry w październiku 1919 roku, został początkowo wysłany do 8 Pułku Strzelców, a następnie do 12 Pułku Piechoty. Po przeniesieniu do 12 Pułku Kawalerii (Saksońskiego), ukończył szkolenie jako führergehilfenausbildung w sztabie 4 Dywizji. 1 października 1922 roku został przeniesiony z powrotem do 12 Pułku Piechoty i awansowany na kapitana 4 Pułku Piechoty (Pruskiego). 1 października 1924 roku został przeniesiony z powrotem do 12 Pułku Piechoty, gdzie służył w sztabie pułku. 1 maja 1927 roku Fehn został mianowany dowódcą 15 kompanii w tym pułku, a od wiosny 1929 roku był dowódcą 6 kompanii. 1 października 1932 roku został przeniesiony do 5 (Pruskiego) Pułku Kawalerii w Białogardzie. Awansowany na majora 1 kwietnia 1933 roku, Fehn został następnie przydzielony do Szkoły Piechoty w Dreźnie, gdzie od 1935 roku służył jako wykładowca. 1 grudnia 1935 roku został awansowany na podpułkownika i dowodził 1 batalionem 33 Pułku Piechoty. 12 października 1937 roku został przeniesiony do sztabu pułku, a 1 kwietnia 1938 roku awansował na pułkownika. 1 kwietnia 1939 roku objął dowództwo 33 Pułku Piechoty.

### II wojna światowa
Podczas kampanii wrześniowej został odznaczony okuciami do Krzyżów Żelaznych za dowodzenie pułkiem. Następnie jego 33 Pułk Piechoty został zreorganizowany w 33 Pułk Strzelców. Dowodził tym pułkiem również w czasie kampanii francuskiej. Po zrzeczeniu się dowództwa, 1 sierpnia 1940 roku awansował na generała majora. 5 sierpnia 1940 roku został odznaczony Krzyżem Rycerskim Krzyża Żelaznego za zasługi we Francji.
25 listopada 1940 roku Fehn przejął od generała Joachima Lemelsena dowództwo nad 5 Dywizją Pancerną. Wiosną 1941 roku jednostka została wysłana na kampanię bałkańską. Jednostki jego dywizji brały również udział w bitwie o Kretę. Jesienią 1941 roku jego dywizja została przeniesiona na front wschodni, gdzie podlegała Grupie Armii „Środek”. 7 lipca 1942 roku został odznaczony złotym Krzyżem Niemieckim.
1 sierpnia 1942 roku awansował na generała porucznika, a 1 października 1942 roku został Kommandierender General XXXX Korpusu Pancernego, który podlegał 1 Armii Pancernej. 1 listopada 1942 roku awansował na generała wojsk pancernych, a 13 listopada 1942 roku został umieszczony w Führerreserve. 16 listopada 1942 roku został mianowany Kommandierender General Afrika Korps i przez krótki czas pełnił funkcję głównodowodzącego Panzerarmee Afrika. 15 stycznia 1943 roku został ciężko ranny i zabrany do szpitala. Generał porucznik Hans Cramer przejął jego korpus. Następnie został przeniesiony z powrotem do Führerreserve, a 1 lipca 1943 roku został zastępcą dowódcy LXXXVI Korpusu Armijnego. Po kolejnym pobycie w Führerreserve, 10 października 1943 roku przybył na Bałkany jako generał dowodzący XXI Górskim Korpusem Armijnym. Korpus ten wchodził w skład 2 Armii Pancernej. 20 lipca 1944 roku objął dowództwo nad XV Górskim Korpusem Armijnym, którym dowodził do końca wojny.

## Okres powojenny
Po II wojnie światowej dostał się do niewoli brytyjskiej. Został ekstradowany do Jugosławii 4 czerwca 1945 roku, a dzień później, wraz z generałem piechoty Wernerem von Erdmannsdorffem, generałem porucznikiem Friedrichem Stephanem i generałem dywizji Heinzem Kattnerem, został bez procesu rozstrzelany przez partyzantów w Lublanie.